# Pinhata

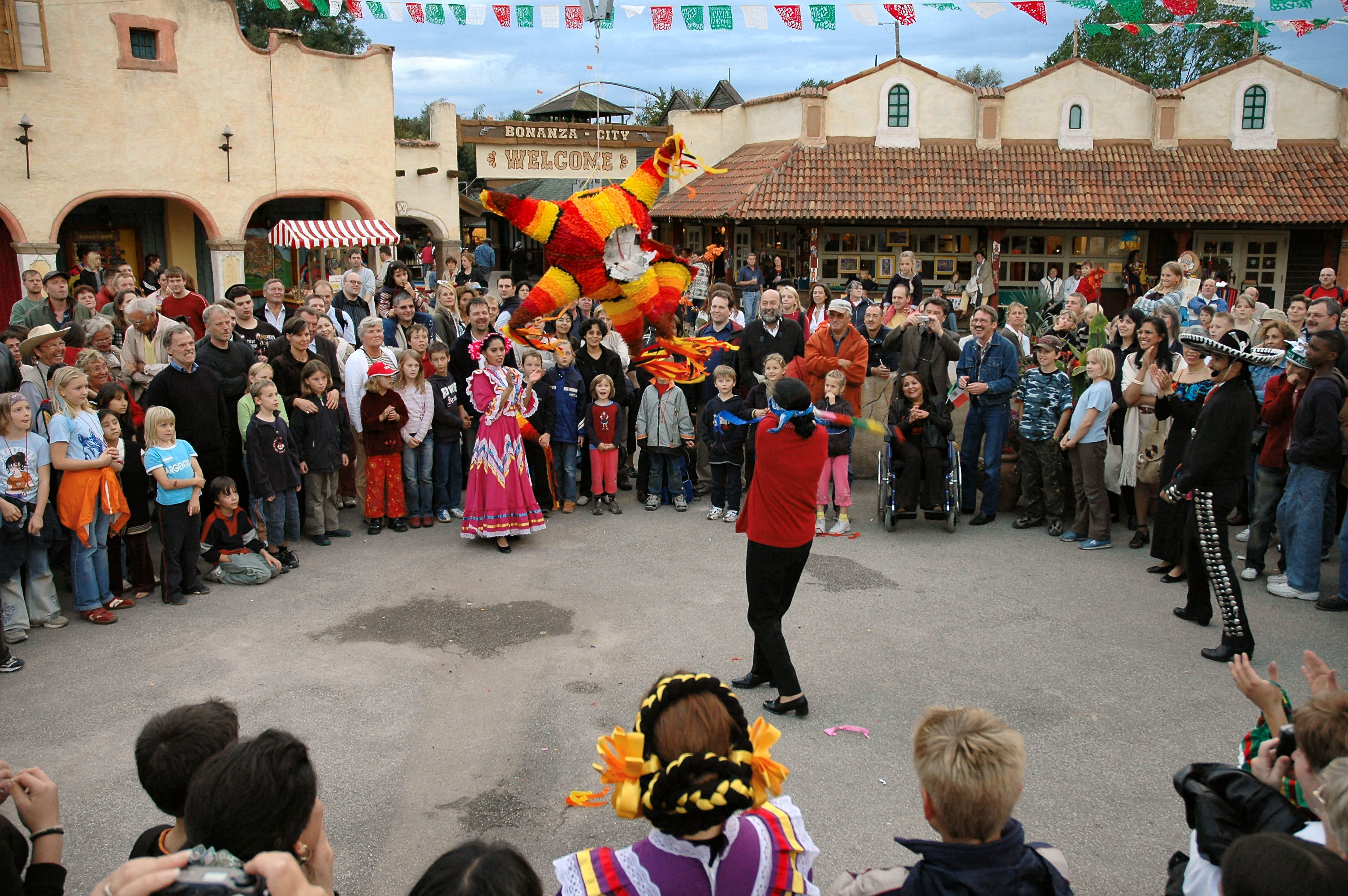
Típica pinhata mexicana

A pinhata (em castelhano:  piñata) ou pichorra é uma tradição ibérica bastante difundida em certos países americanos, porém incomum nos países onde surgiu (Portugal e Espanha).
Trata-se de uma brincadeira que, normalmente, se dedica às crianças, contudo pode ser jogado por adolescentes e até adultos. Consiste em uma panela, recheada de doces, totalmente coberta por papel crepom, suspensa no ar a uma altura média de dois metros, a qual o participante, vendado, tenta quebrar com um bastão, liberando consequentemente os doces.
É especialmente popular no México, onde é comum em aniversários, sob a forma de uma estrela de cinco pontas.
No Brasil, restringe-se à Região Nordeste, mais precisamente nos estados de Pernambuco, Paraíba, Rio Grande do Norte e Bahia, sob o nome de quebra-panela ou quebra-pote. 
Em outras regiões, existe uma prática cultural semelhante, denominada Bexigão. Consiste no estouro de um balão recheado de doces, também dedicado normalmente a criancas.